# Lenka Wienerová
Lenka Wienerová (ur. 23 kwietnia 1988 w Koszycach) – słowacka tenisistka.
Pierwszy kontakt z zawodowym tenisem miała na początku września 2003 roku, biorąc udział w kwalifikacjach do turnieju ITF w Preszowie. Nie udało jej się awansować do turnieju głównego. Natomiast dwa tygodnie później zagrała w turnieju głównym gry podwójnej w Trenczyńskich Cieplicach i dotarła w nim do półfinału. Po raz pierwszy w turnieju głównym w grze pojedynczej wystąpiła w 2005 roku w egipskim Ain Aisoukhna. Wygrała tam kwalifikacje ale odpadła już w pierwszej rundzie fazy głównej turnieju, przegrywając z Johanną Larsson ze Szwecji. Jeszcze tego samego roku wygrała swój pierwszy turniej deblowy w Ciampino, gdzie w parze z rodaczką Lenką Broosovą pokonały włoską parę Raffaella Bindi/Annalisa Bona. Tryumf w singlu przyszedł rok później, na turnieju w Bol, gdzie w finale pokonała Dijanę Stojic z Bośni i Hercegowiny. W sumie w karierze wygrała dziesięć turniejów singlowych i dziewięć deblowych rangi ITF.
W kwietniu 2008 roku spróbowała swoich sił w kwalifikacjach do turnieju WTA w marokańskim Fez. Wygrała pierwszą rundę z Chrystyną Antonijczuk, ale przegrała drugą z Sílvią Soler Espinosa i odpadła z turnieju. Startowała później w kwalifikacjach do podobnych turniejów w Barcelonie i Budapeszcie, ale też nie udało jej się awansować do fazy głównej. Zagrała natomiast od razu w turnieju głównym w Seulu, w którym jednak przegrała już w pierwszym meczu z Mariją Kirilenko.
Na początku 2009 roku, w styczniu, wzięła udział w kwalifikacjach do turnieju wielkoszlemowego Australian Open. W dwóch pierwszych rundach pokonała Evę Hrdinovą i Jekatierinę Iwanową a w trzeciej, decydującej o awansie, przegrała z Melanie Oudin. W lutym wygrała kwalifikacje w Monterrey, pokonując takie zawodniczki jak: Sandra Záhlavová, Agnes Szatmari i Greta Arn i zagrała w turnieju głównym, w którym musiała jednak uznać wyższość rywalki już w pierwszym meczu i przegrała z Mariją Korytcewą 4:6, 1:6. W kwietniu ponownie wygrała kwalifikacje, tym razem w Charleston i po raz pierwszy w rozgrywkach WTA wygrała pierwsza rundę, pokonując w niej Amerykankę, Alexę Glatch. Potem wystąpiła jeszcze w trzech turniejach głównych ale tylko w Kantonie w Chinach udało jej się osiągnąć drugą rundę, po pokonaniu Zhang Ling.
Sukcesy w 2009 roku pozwoliły jej na osiągnięcie najwyższego w karierze miejsca w światowym rankingu WTA i 10 sierpnia 2009 roku uplasowała się na pozycji nr 128.
Tenisistka reprezentowała również Słowację w rozgrywkach Pucharu Federacji.

## Wygrane turnieje rangi ITF
| turnieje z pulą nagród 100 000 $ |
| turnieje z pulą nagród 75 000 $  |
| turnieje z pulą nagród 50 000 $  |
| turnieje z pulą nagród 25 000 $  |
| turnieje z pulą nagród 15 000 $  |
| turnieje z pulą nagród 10 000 $  |

### Gra pojedyncza
|     | Data       | Turniej      | Kat. | ($)    | Naw.   | Finalistka           | Wynik         |
| 1.  | 23/04/2006 | Bol          | ITF  | 10 000 | ziemna | Dijana Stojic        | 6:2, 6:0      |
| 2.  | 03/06/2007 | Stare Splavy | ITF  | 10 000 | ziemna | Kristina Steiert     | 6:4, 6:2      |
| 3.  | 24/06/2007 | Alkmaar      | ITF  | 10 000 | ziemna | Olga Brózda          | 6:3, 4:6, 6:4 |
| 4.  | 19/08/2007 | Koksijde     | ITF  | 10 000 | ziemna | Claire de Gubernatis | 6:1, 6:4      |
| 5.  | 17/08/2008 | Palić        | ITF  | 50 000 | ziemna | Katalin Marosi       | 7:5, 7:6      |
| 6.  | 31/08/2008 | Katowice     | ITF  | 25 000 | ziemna | Anastasija Sevastova | 6:3, 6:2      |
| 7.  | 14/09/2008 | Ruse         | ITF  | 25 000 | ziemna | Ksienija Pierwak     | 6:4, 6:4      |
| 8.  | 05/07/2009 | Ystad        | ITF  | 25 000 | ziemna | Melanie Klaffner     | 6:1, 7:6      |
| 9.  | 27/06/2010 | Kristinehamn | ITF  | 25 000 | ziemna | Jacqueline Cako      | 6:2, 3:6, 7:6 |
| 10. | 23/02/2014 | Antalya      | ITF  | 10 000 | ziemna | Zhu Lin              | 5:7, 6:4, 6:4 |